# ناستاسيا بوليفار
ناستاسيا إيزابيلا بوليفار سيفوينتس (بالإنجليزية: Nastassja Bolívar)‏ (من مواليد 24 أكتوبر 1988 في ميامي) ممثلة نيكاراغوا أمريكية ومضيفة تلفزيون وملكة جمال فازت بجائزة نويسترا بيليزا لاتينا 2011 وتوجت ملكة جمال نيكاراغوا 2013 ومثلت نيكاراغوا في مسابقة ملكة جمال الكون لعام 2013.

## روابط خارجية
- ناستاسيا بوليفار على موقع IMDb (الإنجليزية)

- Official Miss Nicaragua website

| الجوائز و الإنجازات     | الجوائز و الإنجازات               | الجوائز و الإنجازات   |
| ----------------------- | --------------------------------- | --------------------- |
| سبقه فرح إسلاكيت        | ملكة جمال نيكاراغوا (مخلوعة) 2013 | تبعه مارلين باربيرينا |
| سبقه آنا باتريسيا غاميز | نويسترا بيليزا لاتينا 2011        | تبعه فانيسا دي رويد   |